# 한국정신과학연구소
한국정신과학연구소는 정신과학이나 기과학을 비롯한 신과학기술과 이와 관련된 에너지공학, 환경공학, 전통사상, 의학, 생명과학, 의식과학, 감성공학 등의 연구를 통하여 인간과 자연의 본질을 파악함으로써 새로운 지식과 기술을 창조, 개발하여 이를 제공, 보급하고 관련 학회 및 단체를 지원함으로 목적으로 함을 목적으로 1996년 9월 24일 설립허가된 대한민국 과학기술정보통신부 소관의 재단법인이다. 사무실은 서울 송파구 방이동 190-6 JF빌딩 3층에 있다.